# Скеля примар
Скеля примар (англ. Ghost Rock) — американський бойовик 2003 року.

## Сюжет
Банда безжальних вбивць під проводом Джека Пікетта тероризує маленькі прикордонні поселення Аризони. Рейнджер США Мозес Логан, одержимий думкою встановити на Дикому Заході закон і порядок, переслідує Пикетта до містечка Скеля Привидів. Тепер його жителі знаходяться у владі Джека і його банди. Розуміючи, що один в полі не воїн, Логан знаходить собі однодумців. «Під його прапори» встають: Джон Слотер, який мріє помститися Пикетту, загадкова Саванна Старр, мадам з борделя і хитромудрий китаєць-емігрант. Незважаючи на свою нечисленність, це строкате військо гідно б'ється з переважаючими силами противника.

## У ролях
- Гері Б'юзі — Джек Пікетт
- Майкл Ворт — Джон Слотер
- Джефф Фейгі — Мозес Логан
- Едріенн Барбо — Метті Бейкер
- Крейг Воссон — Черокі Білл
- Дженія Лено — Савана Старр
- Джеймс Гонґ — Вен
- Джон Лофлін — шериф Клей
- Ренс Говард — Кеш
- Девід Жан Томас — Джим Джексон
- Кріста Солс — Жасмін
- Ейпріл Гонґ — Мін
- Пітер Квон — Сонг
- Мічіко Нішівакі — Хана
- Ден Саутворт — Ву Чен
- Лейсі Шейн — перукар
- Пауліно Геммер — Алонзо Акілла
- Майк Вон — Сайром Бергер
- Конрой Кантер — Кендіс
- Рені Роланд — Люсі
- Ян Бірч — Янко
- Пеггі Сандерс — Дженні
- Джойс Вестергард — Седі